# Sint-Maartenskapel (Nielles-lès-Thérouanne)
De Sint-Maartenskapel (Frans: Chapelle-Saint-Martin) is een kapel, feitelijk een kerkje, in de tot het Franse departement Pas-de-Calais behorende plaats Nielles-lès-Thérouanne.
De kapel ligt aan de pelgrimsweg naar Rome: de Via Francigena

## Geschiedenis
Het kerkje dateert uit de tijd dat Thérouanne (Terwaan) een belangrijke bisschopszetel in de Nederlanden was, en er zich een drietal voorsteden buiten de vestingmuren ontwikkelden, waar Nielles er een van was. Elke voorstad bezat een aan Sint-Maarten gewijd kerkje. Nielles werd voor het eerst vermeld in 1198 en in 1539 werd het kerkje ingetekend op een plattegrond.
Het kerkje ontsnapte aan de verwoesting van Terwaan in 1553 en Nielles werd een afzonderlijke heerlijkheid en zelfstandige parochie.
Uit de 18e eeuw dateren enkele grafstenen in de kerk. Tijdens de Franse Revolutie werd de kerk van 1792-1801 onteigend en gesloten voor de eredienst. Er werd een salpeterfabriek in gevestigd. Salpeter was één der ingrediënten voor buskruit.
Krachtens het Concordaat van 1801 werd de Sint-Martinuskapel weer voor een religieus doel gebruikt. Niettemin was het kerkje in een slechte staat. In 2011 werden restauratiewerken uitgevoerd, ook aan het interieur van de kapel.